# سويداء أسفلتية
السويداء الأسفلتية (باللاتينية: Suaeda asphaltica) نوع نباتي يتبع جنس السويداء من الفصيلة القطيفية.

## الموئل والانتشار
موطنها الأصلي بلاد الشام.

## مرادفات للاسم العلمي
- (باللاتينية: Chenopodina asphaltica Boiss.)